# Гризелли, Итало Орландо
Итало Орландо Гризелли (итал. Italo Orlando Griselli, в Италии чаще Итало Гризелли, в России Орландо Оливерович Гризелли; 10 августа 1880, Монтескудайо, Тоскана — 4 августа 1958, Флоренция) — итальянский скульптор.

## Биография
Родился в крестьянской семье, изучал технические дисциплины в Пизе. В 1903 г. перебрался во Флоренцию, где стал учиться на бесплатных курсах при Флорентийской академии художеств. В 1904 г. принял участие в конкурсе на памятник Джузеппе Верди в Милане, удостоившись почётного упоминания жюри. Дебютировал в 1905 г. на выставке во Флоренции, представив ряд бюстов других молодых флорентийских деятелей искусства, в том числе Альдо Палаццески и Джованни Папини.
В 1907 г. для монументального мемориального комплекса Витториано в Риме создал аллегорическую статую «Тоскана», в 1910—1911 гг. работал над скульптурной группой «Воинская доблесть» (итал. Il valore militare) римского Моста Виктора Эммануила II.
В 1911 г. впервые посетил Россию, приняв участие в конкурсе проектов памятника Александру II. С 1915 г. жил в Петрограде. Исполнял заказы итальянского посольства в России, сотрудничал с Императорским фарфоровым заводом. Выполнил бюст великого князя Константина Константиновича для установки в российских военно-учебных заведениях, бюст балерины Клавдии Павловой и др. Скульптура «Кузнецы» (1916) хранится в собрании Русского музея. Публиковал рисунки и карикатуры на военные темы. В 1918 г. участвовал в Выставке этюдов в Художественном бюро Надежды Добычиной (вместе с Н. Альтманом, Ю. Анненковым, М. Шагалом и др.).
В 1918 г. стал автором памятника (бюста) Софьи Перовской перед Николаевским вокзалом Петрограда, открытого 29 декабря 1918 года, — вероятно, первого советского памятника женщине. Согласно воспоминаниям Анатолия Луначарского, «когда открыта была кубически стилизованная голова Перовской, то некоторые прямо шарахнулись в сторону, а З. Лилина на самых высоких тонах потребовала, чтобы памятник был немедленно снят». Как указывает М. А. Чегодаева, «ничего особенно „футуристического“ в работе О. Гризелли не было», хотя «голова С. Перовской представала несколько огрублённой, может быть, несколько экспрессионистичной». Тем не менее, исполнительный комитет Петроградского совета рабочих депутатов в апреле 1919 г. постановил «в трёхдневный срок снять так называемый памятник Перовской, совершенно не отвечающий своему назначению», что и было сделано. По мнению Чегодаевой, тем самым «впервые, во всяком случае в русской истории, произведение искусства было „казнено“ не по политическим и не по идеологическим, а по сугубо художественным мотивам».
До 1921 г. жил в Петрограде, вёл преподавательскую работу, женился. В 1921 году вместе с женой выехал из РСФСР, некоторое время жил в Берлине и Париже, знакомясь с новостями в жизни искусства. В 1923 г. вернулся в Италию, обосновавшись во Флоренции. Первой большой работой Гризелли по возвращении на родину стал памятник павшим в Первой мировой войне в его родном городке Монтескудайо (1924), выполненный в неоклассической манере, с бронзовой статуей Персея в центре композиции. В 1926 и 1928 гг. участвовал в Венецианской биеннале с аллегорическими бронзовыми скульптурами, в 1931 и 1935 гг. — в Римской квадриеннале. С 1928 г. преподавал во Флорентийской академии художеств, с 1937 г. — в Академии Альбертина в Турине. В 1935 г. осуществил проект скульптурной группы «Арно со своей долиной» (итал. L’Arno e la sua valle) для нового здания флорентийского железнодорожного вокзала. Проект памятника королеве Маргарите был удостоен в 1936 г. премии Сан-Ремо, памятник был установлен в 1940 г. в городе Бордигера, где королева умерла. Наиболее известная работа Гризелли этого периода — статуя «Гений фашизма» (итал. Il genio del fascismo; 1939), установленная перед Дворцом канцелярий (итал. Palazzo Uffici) в Квартале всемирной выставки: обнажённый мускулистый юноша, поднимающий правую руку в фашистском приветствии. После поражения фашистской Италии во Второй мировой войне скульптура была переименована и называется теперь «Гений спорта» (итал. Genio dello Sport), а на её руки были добавлены цестусы (боевые перчатки).
В послевоенные годы работал как живописец, публиковался в журналах L’Ultima и Arte mediterranea. В 1952 г. выпустил книгу стихов (итал. Nove poesie). Последняя работа Гризелли — бронзовая статуя Иоанна Крестителя (1957—1958), установленная в пизанском Баптистерии.

## Галерея
- Тоскана (мемориал Витториано, 1907)
- Арно со своей долиной (1935)